# Michail Wladimirowitsch Ponomarjow
Michail Wladimirowitsch Ponomarjow (russisch Михаил Владимирович Пономарёв, englisch Mikhail Vladimirovich Ponomaryov, fälschlicherweise auch Ponomarev; * 24. Oktober 1974 in Moskau) ist ein russischer Geschäftsmann. Er wurde in Deutschland als Sportinvestor bekannt und gilt als „der erste Russe, der im großen Stil in den deutschen Fußball eingestiegen ist“.

## Leben und Werdegang
Ponomarjow ist ein Diplom-Kaufmann und Absolvent der Plechanow-Wirtschaftsakademie. Er soll in leitender Position bei einem großen russischen Mineralölunternehmen gewesen sein (Tatneft, so die Rheinische Post), bevor er 2001 die auf „Personalverwaltung, Projektplanung und Investitionen in der Energiebranche“ spezialisierte „Energy Consulting Group“ gründete.
Im Jahr 2011 zog er mit seiner Frau und den beiden Kindern von Moskau nach Düsseldorf in Deutschland.
Ende 2019 wurde bekannt, dass Ponomarjow die Geschäftsführung der Energy Consulting Europe GmbH abgegeben habe. Laut Auszug aus dem Handelsregister ist er auch nicht mehr Gesellschafter der Energy Consulting, die stattdessen zu 100 Prozent von der Invest Consulting aus Moskau übernommen wurde.
Gegen Ponomarjow hat das Amtsgericht Krefeld am 2. Mai 2024 wegen Beihilfe zur Untreue in zwei Fällen einen Strafbefehl über eine Freiheitsstrafe von zehn Monaten auf Bewährung verhängt. Ponomarjow legte dagegen Einspruch ein. Es soll nun ein Termin zur Hauptverhandlung bestimmt werden. Ponomarjow werden zwischen Januar 2019 und Dezember 2020 konkret zwei Taten zur Last gelegt, durch die dem KFC Uerdingen e. V. ein Schaden von knapp € 100.000 entstanden sein soll. Demnach sei ein Leasingvertrag für einen Mercedes-Benz S 400, der ihm zur Verfügung gestellt worden sein soll, abgeschlossen worden. Die Raten dafür sowie die Kfz-Versicherung und Werkstattkosten sollen von einem Geschäftskonto des KFC bezahlt worden sein. Da Ponomarjow aber kein Geschäftsführer beim KFC war, stand ihm auch ein Fahrzeug auf Vereinskosten nicht zu. Das Amtsgericht ermittelt in der Angelegenheit auch gegen zwei damalige Geschäftsführer des KFC. Der Schaden soll sich hierbei auf € 67.589,19 belaufen. Zudem soll einer der Geschäftsführer von einem Vereinskonto € 30.000 in bar abgehoben und Ponomarjow übergeben haben.

## Investitionen im Sport
Bereits vor seinem Umzug 2011 nach Deutschland wurde Ponomarjow Trikotsponsor bei Fortuna Düsseldorf.
Mit der Firma „Energy Consult“ wurde Ponomarjow 2012 erst Trikotsponsor beim englischen Verein AFC Bournemouth, um anschließend mit zwei Landsleuten Direktorenposten zu übernehmen. 2015 gelang der erstmalige Aufstieg in die Premier League. Dann folgte sein Rückzug.
Im November 2013 gab Ponomarjow seine erste Pressekonferenz als Investor beim Eishockeyklub Düsseldorfer EG. Während seines Engagements verbesserte sich der Verein aus dem unteren Tabellenbereich hin zur Champions Hockey League. Die Stadt Düsseldorf zog während seiner Zeit ihre Unterstützung zurück und kehrte erst nach seinem Abschied wieder zurück. Die Gründe dafür sind laut dem Spiegel „diffus“. Nach Angaben der rheinischen Regionalzeitung WZ wurde Ponomarjow tatsächlich von der Stadt aus dem Verein gedrängt.
Über den damaligen Präsidenten Agissilaos „Lakis“ Kourkoudialos wurde Ponomarjow 2015 in den Fußballclub KFC Uerdingen 05 eingebunden. 2016 stieg er als Investor und Mehrheitsgesellschafter ein und übernahm über die „KFC Uerdingen Entertainment GmbH“ 97,5 Prozent an der ausgegliederten KFC Uerdingen 05 Fußball GmbH. Zudem ließ er sich auch zum Präsidenten des eingetragenen Vereins wählen. Unter seiner Ägide stieg der Club aus der fünften in die dritte Liga auf. Laut eigener Aussagen beruht seine Motivation nicht auf der Rettung eines Traditionsvereins, sondern auf monetären Aspekten. So zitiert der Spiegel: „Ich bin vor allem Geschäftsmann. Den KFC will ich unterstützen, aber ich habe auch vor, mit diesem Projekt Geld zu verdienen.“ Anfang Dezember 2020 teilte Ponomarjow mit, sein Engagement aufgrund der stagnierenden Entwicklung spätestens zum Saisonende zu beenden. Am 13. Januar 2021 traten Ponomarev und sein Stellvertreter Nicolas Weinhardt, der gleichzeitig Geschäftsführer der Fußball GmbH ist, von ihren Ämtern beim KFC Uerdingen e. V. zurück. Mitte Februar 2021 wurde der Verkauf der Anteile an die Noah Company des Armeniers Roman Geworkyan bekannt gegeben.
Im Jahr 2019 weitete Ponomarjow seine Investitionen in Krefeld aus und wurde Gesellschafter der Krefeld Pinguine. Im Januar 2020 teilt er mit, dass er seinen Anteil von 46 Prozent an dem Eishockeyclub verkaufen werde.